# حصار الأكروبوليس (1821-1822)
```
حصار الأكروبوليس
 في 1821–1822 تضمن حصار 
أكروبوليس أثينا
 من قبل المتمردين اليونانيين، خلال المراحل الأولى من 
حرب الاستقلال اليونانية
.
```